# Roger Fernandes
Roger, né le 21 novembre 2005 à Bissau, est un footballeur portugais qui évolue au poste d'ailier au SC Braga.

## Biographie

### Carrière en club
Roger fait ses débuts professionnels avec l'équipe première du SC Braga le 31 juillet 2021, entrant en jeu contre le Sporting CP en Supercoupe.
Roger fait ses débuts en Ligue des champions le 15 août 2023, entrant en jeu lors du match de qualification du Sporting Braga contre le TSC Bačka Topola.

## Statistiques

### Statistiques détaillées
| Saison                | Club                  | Championnat           | Championnat | Championnat | Championnat | Coupe nationale | Coupe nationale | Coupe nationale | Coupe de la Ligue | Coupe de la Ligue | Coupe de la Ligue | Supercoupe | Supercoupe | Supercoupe | Compétition(s) continentale(s) | Compétition(s) continentale(s) | Compétition(s) continentale(s) | Compétition(s) continentale(s) | Total | Total | Total |
| Saison                | Club                  | Division              | M.          | B.          | P.d.        | M.              | B.              | P.d.            | M.                | B.                | P.d.              | M.         | B.         | P.d.       | Comp.                          | M.                             | B.                             | P.d.                           | M.    | B.    | P.d.  |
| 2021-2022             | SC Braga              | Liga Betclic          | 7           | 2           | 0           | 2               | 1               | 0               | -                 | -                 | -                 | 1          | 0          | 0          | C3                             | 1                              | 0                              | 0                              | 11    | 3     | 0     |
| 2022-2023             | SC Braga              | Liga Betclic          | 25          | 1           | 0           | -               | -               | -               | 1                 | 0                 | 0                 | -          | -          | -          | -                              | -                              | -                              | -                              | 26    | 1     | 0     |
| 2023-2024             | SC Braga              | Liga Betclic          | 14          | 2           | 7           | 3               | 0               | 0               | 3                 | 0                 | 0                 | -          | -          | -          | C1+C3                          | 2+2                            | 0+1                            | 0                              | 24    | 3     | 7     |
| 2024-2025             | SC Braga              | Liga Betclic          | 28          | 3           | 3           | 4               | 0               | 0               | 2                 | 0                 | 0                 | -          | -          | -          | C3                             | 14                             | 2                              | 1                              | 48    | 5     | 4     |
| 2025-2026             | SC Braga              | Liga Betclic          | 0           | 0           | 0           | 0               | 0               | 0               | 0                 | 0                 | 0                 | -          | -          | -          | C3                             | 3                              | 0                              | 0                              | 3     | 0     | 0     |
| Total sur la carrière | Total sur la carrière | Total sur la carrière | 74          | 8           | 10          | 9               | 1               | 1               | 6                 | 0                 | 0                 | 1          | 0          | 0          | -                              | 22                             | 3                              | 1                              | 112   | 12    | 12    |

## Palmarès
| Sporting Braga - Supercoupe du Portugal - Finaliste en 2021 |